# Paracartia grani
Paracartia grani is een eenoogkreeftjessoort uit de familie van de Acartiidae. De wetenschappelijke naam van de soort werd in 1904 voor het eerst geldig gepubliceerd door Georg Ossian Sars.